# 李士昌 (萬曆進士)
李士昌（16世紀—17世紀），號庚白，四川重慶府忠州墊江縣人，明朝政治人物。

## 生平
李士昌是萬曆三十七年（1609年）的舉人，四十七年（1619年）成進士，獲授攸縣知縣，風度凝整，處事果斷，奸人收斂，數年間風裁著名，升任吏部稽勳司郎中。

## 家族
曾祖李朝美。祖父李柱。父李同德。

## 引用
1. 1 2  光緒《墊江縣志·卷八·人物志》：李士昌，進士，知攸縣，遇事果斷，豪奸斂迹，後升吏部稽勳司郎中。 《湖南通志》
2. ↑  《萬曆四十七年己未科進士履歷》：李士昌，庚白，書四房，庚寅四月初九日生。垫江县人，己酉四十四，会三百三十八，三甲六十三。吏部政，授湖廣攸县知县，辛酉本省同考，乙丑行取，丙寅授吏部稽勋司主事，本年調验封，本年調考功司，本年調文选，丁卯升本司员外，升稽勋司郎中，給假。
3. ↑  光緒《墊江縣志·卷七·選舉志》：科第表 進士……明……萬厯四十七年己未 李士昌 莊際昌榜，吏部郎中……舉人 明……萬厯三十七年己酉（舉人） 李士昌
4. ↑  同治《攸縣志·卷三十八·政績》：李士昌，墊江進士，知攸縣，風度凝整，遇事果斷，豪奸削迹，在任數年以風裁著。